# Winter-Paralympics 2014/Teilnehmer (Schweiz)
| stlisierte Goldmedaille | stlisierte Silbermedaille | stlisierte Bronzemedaille |
| ----------------------- | ------------------------- | ------------------------- |
| 1                       | —                         | —                         |

Die Schweiz schickte bei den Winter-Paralympics 2014 in Sotschi sieben Athleten an den Start. 

## Medaillengewinner
| Name/n         | Sportart  | Wettkampf            |
| -------------- | --------- | -------------------- |
| Gold           |           |                      |
| Christoph Kunz | Ski Alpin | Riesenslalom sitzend |

## Sportarten

### Ski Alpin
| Männer                             | Männer   | Männer                     | Männer  | Männer | Männer  | Männer | Männer  | Männer           |
| Athlet                             | Klasse   | Wettbewerb                 | Lauf 1  | Lauf 1 | Lauf 2  | Lauf 2 | Gesamt  | Gesamt           |
| Athlet                             | Klasse   | Wettbewerb                 | Zeit    | Rang   | Zeit    | Rang   | Zeit    | Rang             |
| ---------------------------------- | -------- | -------------------------- | ------- | ------ | ------- | ------ | ------- | ---------------- |
| Christophe Brodard                 | LW 6/8-1 | Super-G, stehend           |         |        |         |        |         | nicht angetreten |
| Christophe Brodard                 | LW 6/8-1 | Super-Kombination, stehend |         |        |         |        |         | nicht beendet    |
| Christophe Brodard                 | LW 6/8-1 | Riesenslalom, stehend      | 1:24,61 | 19     | 1:21,53 | 18     | 2:46,14 | 18               |
| Christophe Brodard                 | LW 6/8-1 | Slalom, stehend            | 56,79   | 24     |         |        |         | nicht beendet    |
| Michael Brügger                    | LW 4     | Abfahrt, stehend           |         |        |         |        | 1:26,08 | 5                |
| Michael Brügger                    | LW 4     | Super-G, stehend           |         |        |         |        | 1:24,11 | 5                |
| Michael Brügger                    | LW 4     | Super-Kombination, stehend | 57,56   | 16     |         |        |         | nicht angetreten |
| Michael Brügger                    | LW 4     | Riesenslalom, stehend      | 1:18,96 | 7      |         |        |         | nicht beendet    |
| Michael Brügger                    | LW 4     | Slalom, stehend            | 54,35   | 18     |         |        |         | nicht beendet    |
| Robin Cuche                        | LW 9-2   | Riesenslalom, stehend      | 1:23,31 | 17     | 1:17,26 | 12     | 2:40,57 | 12               |
| Robin Cuche                        | LW 9-2   | Slalom, stehend            | 57,41   | 25     | 1:00,28 | 17     | 1:57,69 | 18               |
| Christoph Kunz                     | LW 10-1  | Abfahrt, sitzend           |         |        |         |        | 1:27,10 | 9                |
| Christoph Kunz                     | LW 10-1  | Super-G, sitzend           |         |        |         |        |         | nicht beendet    |
| Christoph Kunz                     | LW 10-1  | Super-Kombination, sitzend |         |        |         |        |         | nicht beendet    |
| Christoph Kunz                     | LW 10-1  | Riesenslalom, sitzend      | 1:18,63 | 2      | 1:14,10 | 1      | 2:32,73 | Gold             |
| Christoph Kunz                     | LW 10-1  | Slalom, sitzend            |         |        |         |        |         | nicht angetreten |
| Maurizio Nicoli                    | LW 10-2  | Super-G, sitzend           |         |        |         |        | 1:31,78 | 12               |
| Maurizio Nicoli                    | LW 10-2  | Super-Kombination, sitzend |         |        |         |        |         | nicht angetreten |
| Maurizio Nicoli                    | LW 10-2  | Riesenslalom, sitzend      | 1:29,91 | 23     |         |        |         | nicht beendet    |
| Maurizio Nicoli                    | LW 10-2  | Slalom, sitzend            |         |        |         |        |         | nicht beendet    |
| Thomas Pfyl                        | LW 9-2   | Abfahrt, stehend           |         |        |         |        | 1:28,31 | 10               |
| Thomas Pfyl                        | LW 9-2   | Super-G, stehend           |         |        |         |        | 1:28,86 | 15               |
| Thomas Pfyl                        | LW 9-2   | Super-Kombination, stehend | 56,92   | 13     |         |        |         | nicht angetreten |
| Thomas Pfyl                        | LW 9-2   | Riesenslalom, stehend      | 1:18,31 | 5      | 1:13,51 | 5      | 2:31,82 | 5                |
| Thomas Pfyl                        | LW 9-2   | Slalom, stehend            | 50,90   | 9      | 54,18   | 6      | 1:45,08 | 8                |
| Joachim Röthlisberger              | LW 5/7-1 | Super-G, stehend           |         |        |         |        | 1:33,07 | 16               |
| Joachim Röthlisberger              | LW 5/7-1 | Super-Kombination, stehend |         |        |         |        |         | nicht beendet    |
| Joachim Röthlisberger              | LW 5/7-1 | Riesenslalom, stehend      | 1:26,67 | 24     | 1:21,96 | 19     | 2:48,63 | 19               |
| Joachim Röthlisberger              | LW 5/7-1 | Slalom, stehend            | 59,71   | 30     | 1:03,14 | 21     | 2:02,85 | 23               |
| Hugo Thomas Luana Bergamin (Guide) | B3       | Abfahrt, stehend           |         |        |         |        | 1:26,02 | 8                |
| Hugo Thomas Luana Bergamin (Guide) | B3       | Super-G, stehend           |         |        |         |        |         | nicht angetreten |